# Warhammer: End Times – Vermintide
Warhammer: End Times – Vermintide ist ein First Person Shooter und Nahkampf-Abenteuer, das von dem schwedischen Entwicklerstudio Fatshark entwickelt und veröffentlicht wurde. Die Handlung basiert auf dem Warhammer-Fantasy-Universum. Das Spiel erschien am 23. Oktober 2015 für Windows. Eine Veröffentlichung für PlayStation 4 und Xbox One ist für den 4. Oktober 2016 angekündigt. Mit Warhammer: Vermintide 2 erschien 2018 ein Nachfolger.

## Handlung
Das Spiel handelt von einer Invasion der Stadt und des Umlandes von Übersreik durch Skaven, durch das Chaos mutierte Rattenmenschen, welche in das Imperium der Menschen einfallen und es verheeren. Eine Helden-Gruppe bestehend aus Victor Saltzbrand dem Hexenjäger, Kerillian der Elfen-Waldläuferin, Bardin Goreksson dem Zwergen-Grenzläufer, Sienna Fuegonasus der Feuermagierin und Markus Kruber einem Feldwaibel (Feldweibel/Feldwebel) der Imperialen Streitmacht trifft ein, und versucht die Stadt vor dem Untergang zu bewahren. Sie operieren dabei vom Gasthaus Zum Roten Mond aus und werden nach Abschluss ihrer Einsätze von Olesya der Kutscherin als Fluchtfahrerin unterstützt.

## Spielprinzip
Das Spiel orientiert sich von seiner Spielmechanik her maßgeblich an Left 4 Dead. Dabei hat ein Team aus vier Spielern die Aufgabe levelspezifische Ziele zu erfüllen, wobei Horden von Skaven versuchen die Gruppe am Erreichen dieses Zieles zu hindern. Jeder Spieler hat die Auswahl zwischen fünf spielbaren Charakteren, wobei jeder Charakter lediglich einmal in der Gruppe anwesend sein darf. Rollenspielelemente sind durch das Freischalten und Verbessern von Waffen gegeben, von denen jeder Spieler zwei (eine Nahkampf- und eine Fernkampfwaffe) mit in das Gefecht führen kann. Nach erfolgreichem Abschluss eines Levels bestimmt das Ergebnis eines Würfelwurfes die verdiente Belohnung.

## Entwicklungsgeschichte
Fatshark erhielt 2013 die Lizenz von Games Workshop ein Warhammer-Spiel zu entwickeln. Die Entwicklung von Warhammer: End Times – Vermintide begann noch im selben Jahr. Das Fatshark-Team entschloss sich dazu, das Spiel selbst herauszubringen, um damit ihre kreative Freiheit in der Entwicklung zu maximieren.

## Pressespiegel

### Deutschland
- GameStar: 80 %[3]
- PC Games: 82 %[4]
- 4Players: 80 %[5]
- Eurogamer: Empfehlenswert[6]

### International
- PC Gamer: 90 %[7]
- IGN: 7.2/10[8]
- GameSpot: 7/10[9]
- Gamereactor UK: 9/10[10]
- Metacritic: 79 %[11]